# Walter Rosenkranz
Walter Christian Rosenkranz (Krems, Alsó-Ausztria, 1962. augusztus 3. –) osztrák politikus, a Nemzeti Tanács elnöke.

## Élete
1978 és 1980 között zeneiskolai tanári képzettséget szerzett.
Ezután 1980 és 1982 között a Zene- és Előadóművészeti Főiskolára járt.
1980 és 1989 között jogot tanult a Bécsi Egyetemen. Tanulmányai után katonai szolgálatot teljesített. 
A 2008-as nemzeti tanácsi választáson az FPÖ alsó-ausztriai jelöltlistáját vezette. Azóta a Nemzeti Tanács tagja 2019-ig.
2013-ban FPÖ alsó-ausztriai tartományi elnökévé választották.
2017 és 2019 között az FPÖ frakcióelnöke volt.
2022-ben az FPÖ jelöltje volt a 2022-es osztrák elnökválasztáson.
A 2024-es Nemzeti Tanácsi választáson újra képviselővé választották.

## Publikáció
- Bildung, Familie … und was denkt sich ein frischgebackener Vater? In: Anneliese Kitzmüller (szerk.): Wir sind Familie! Der freiheitliche Weg zur familienfreundlichsten Gesellschaft. Verein zur Förderung der Medienvielfalt, Wien 2011, ISBN 978-3-9502849-4-2, 83–89. oldal